# KiLynn King
KiLynn King  (née le 6 mai 1991 en Floride) est une catcheuse américaine. Elle travaille actuellement à Impact Wrestling où elle est l'actuelle Impact Knockouts Tag Team Championne avec Taylor Wilde.

## Biographie

### New Japan Pro Wrestling (2022)
Le 28 octobre 2022, elle a fait ses débuts à la NJPW, lors de Rumble on 44th Street en perdant contre Mayu Iwatani et ne remporte pas le SWA World Championship.

### Impact Wrestling (2022-...)
Le 9 mars 2023, elle fait son retour à Impact Wrestling en attaquant Killer Kelly et s'associe avec Taylor Wilde en formant The Coven. 
Le 15 mars 2023, elle annonce qu'elle a signé un contrat avec la compagnie. Le 16 mars 2023, lors de Impact Wrestling, elle gagne avec Taylor Wilde contre Death Dollz (Rosemary et Taya Valkyrie) pour remporter les Impact Knockouts World Tag Team Championship.

## Palmarès
- Capital Championship Wrestling
  - 1 fois CCW Championne (actuelle)
  - 1 fois CCW Network Championnne (actuelle)
  - CCW Championship Tournament (2021)

- Coastal Championship Wrestling
  - 1 fois CCW Women's Champion

- Gangrel's Wrestling Asylum
  - 1 fois GWA Women's Championne (actuelle)

- Impact Wrestling
  - 1 fois Impact Knockouts World Tag Team Championne avec Taylor Wilde (1) (actuelle)

- Pro Wrestling 2.0
  - 1 fois PW2.0 Women's Champion

## Récompenses des magazines
- Pro Wrestling Illustrated

| Année | 2021 | 2022 | 2023 |
| ----- | ---- | ---- | ---- |
| Rang  | 111  | 80   | 85   |